# David Bentley
David Michael Bentley (nascut el 27 d'agost de 1984 a Peterborough, Cambridgeshire) és un futbolista anglès que juga al Tottenham Hotspur FC i en la selecció de futbol d'Anglaterra. Bentley començà la seua carrera en l'Arsenal FC, i a pesar de ser marcat com una de les futures promeses, va veure les seues oportunitats limitades pel nivell de la resta dels jugadors de l'equip. Passà dues temporades cedit en el Norwich City i en el Blacburn Rovers i fou finalment venut al Blackburn el gener de 2006. Bentley tingué bons partits en el seu nou equip, i finalment fou convocat regularment per a la selecció de futbol sub 21 d'Anglaterra. Debuta internacionalment amb la selecció major en un partit contra Israel al setembre de 2007. El juliol de 2008 fou transferit al Tottenham.